# Oldfield Thomas
Oldfield Thomas FRS (n. 21 februarie 1858, Millbrook⁠(d), Central Bedfordshire⁠(d), Anglia, Regatul Unit al Marii Britanii și Irlandei – d. 16 iunie 1929, Londra, Anglia, Regatul Unit) a fost un zoolog britanic.
A lucrat la Muzeul de Istorie Naturală din Londra în domeniul mamiferelor, descriind 2000 de specii și subspecii noi. A fost scos din activitate în 1923 și s-a sinucis prin împușcare în 1929.